# Herluf Daa
Herluf Trolle Daa, född 1565, död 7 februari 1630, var en dansk adelsman och amiral. Daa, som var son till Jørgen Daa till Snedinge och Kirsten Beck, blev döpt den 18 augusti 1565 i Bergen. 
På sin utlandsresa trolovade han sig i Nederländerna med borgarflickan Vineke Villumsdatter, trots att han bara var 20 år gammal. Då han kort tid efteråt övergav henne, följde hon efter honom till Danmark och sökte i domstolarna att hävda sin rätt som hans hustru. 
Även om dessa gav henne medhåll, och hon med stor uthållighet i över elva år, upprepade gånger stödd av kung Fredrik II och av drottning Elisabet av England, kämpade för sin sak, måste hon dock omsider ge upp, då varken Daa eller hans far fann något medel för lågt i deras strävanden att förskjuta henne. 
Det finns i det hela gott om vittnesbörd som tyder på, att Daa har varit en opålitlig person, men likväl synes han en längre tid ha stått högt i gunst hos kung Kristian IV. Han, som 1597 hade tagit tjänst som skeppshövitsman, ledsagade kungen på den bekanta Nordkapsresan, liksom han 1602 blev amiral för den flotta, som överförde prins Hans till Ryssland. 
I liknande ställning gjorde han tjänst under Kalmarkriget, men lika litet som han gjorde sig känd för att samla krigiska lagrar, lika litet har han från sin post som lensmand 1601-03 på Nonnekloster och 1606-19 på Island förvärvade ett positivt eftermäle. 
Islänningarna var så missnöjda med hans styre, att en kunglig kommission sändes dit upp för att undersöka deras klagomål. Resultatet blev att Daa miste sitt län och dömdes till en stor penningbot. Dels därigenom och dels på grund av ändlösa processer med sina egna systrar och andra, ödelades hans ekonomiska ställning, så att hans arvingar vid hans död frångick arv och gäld efter honom.